# Březí (železniční zastávka)
Březí je železniční zastávka a automatické hradlo (dříve rovněž nákladiště), která se nachází na jihozápadním konci obce Březí v okrese Břeclav. Zastávka leží v km 112,432 jednokolejné trati Břeclav–Znojmo mezi stanicemi Mikulov na Moravě a Novosedly.

## Historie
Zastávka s německým názvem Bratelsbrunn byla zprovozněna 1. února 1881, byť provoz na trati z Břeclavi do Hrušovan nad Jevišovkou byl zahájen už 30. prosince 1872. V letech 1938 až 1945 se používalo pojmenování zastávky Bratelsbrunn-Unter Tannowitz, poté do roku 1949 Prátlsbrun, následně už se používal název Březí.

## Popis zastávky
V zastávce je u traťové koleje vybudováno vnější jednostranné nástupiště o délce 123 m, nástupní hrana je ve výšce 200 mm nad temenem kolejnice. Cestujícím je k dispozici čekárna, zastávka není obsazena žádnými drážními zaměstnanci.

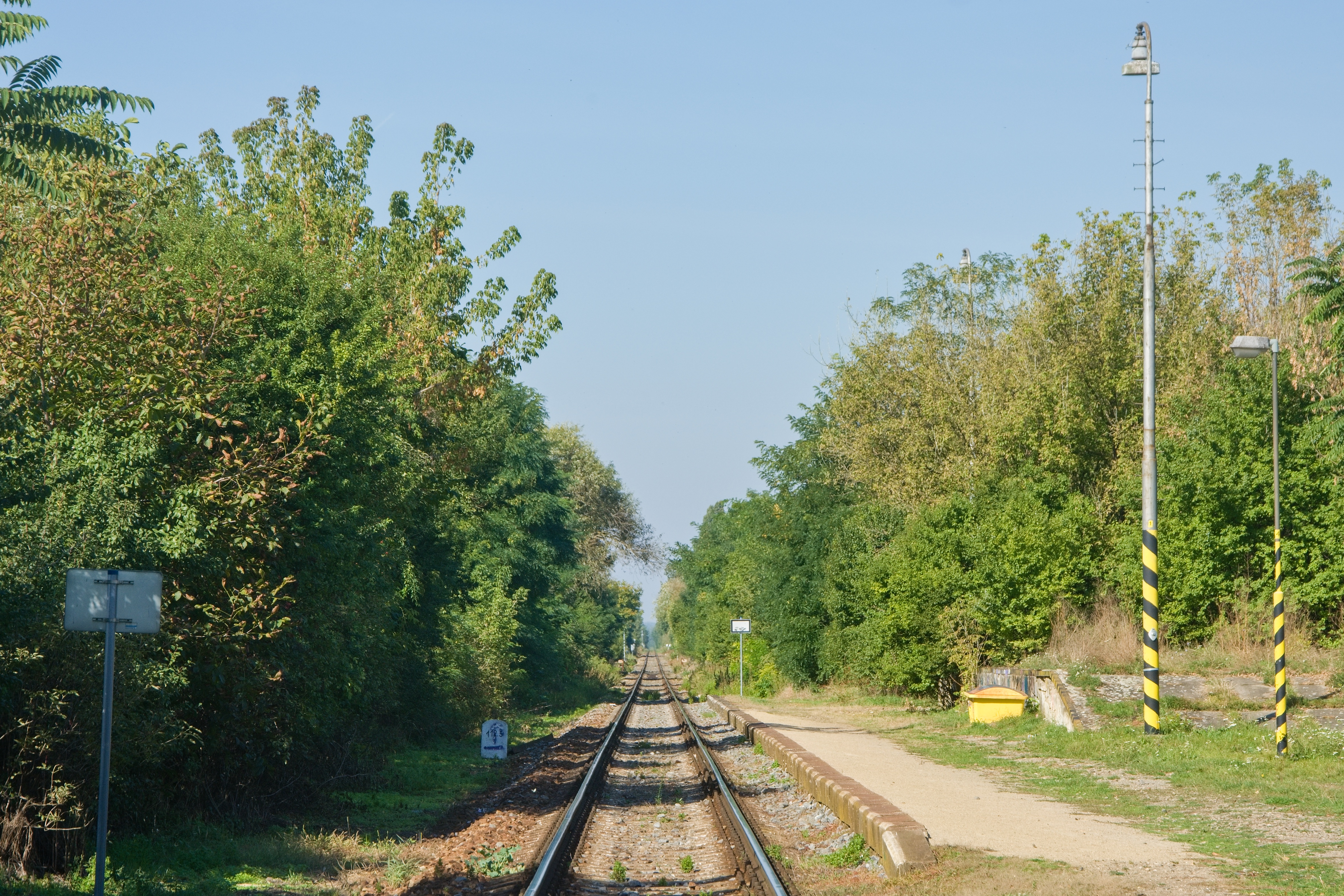
Nástupiště v zastávce

U zastávky se v km 112,394 nachází přejezd P7108, který je vybaven světelným přejezdovým zabezpečovacím zařízením (PZZ) bez závor. Na tomto přejezdu trať kříží polní cesta od větrolamu a cyklostezky, která vede souběžně s tratí.
Světelná oddílová návěstidla automatického hradla Březí se nacházejí v těchto polohách: Lo v km 112,298 a So v km 113,000. Obě návěstidla mají rovněž světelné předvěsti. Jedná se o automatické hradlo typu AH-ESA-07, volnost traťových oddílů je zjišťována pomocí počítačů náprav Siemens FAdC. V základní poloze je traťový souhlas udělen pro směr z Mikulova na Moravě do Novosedel.